# The Three Ravens

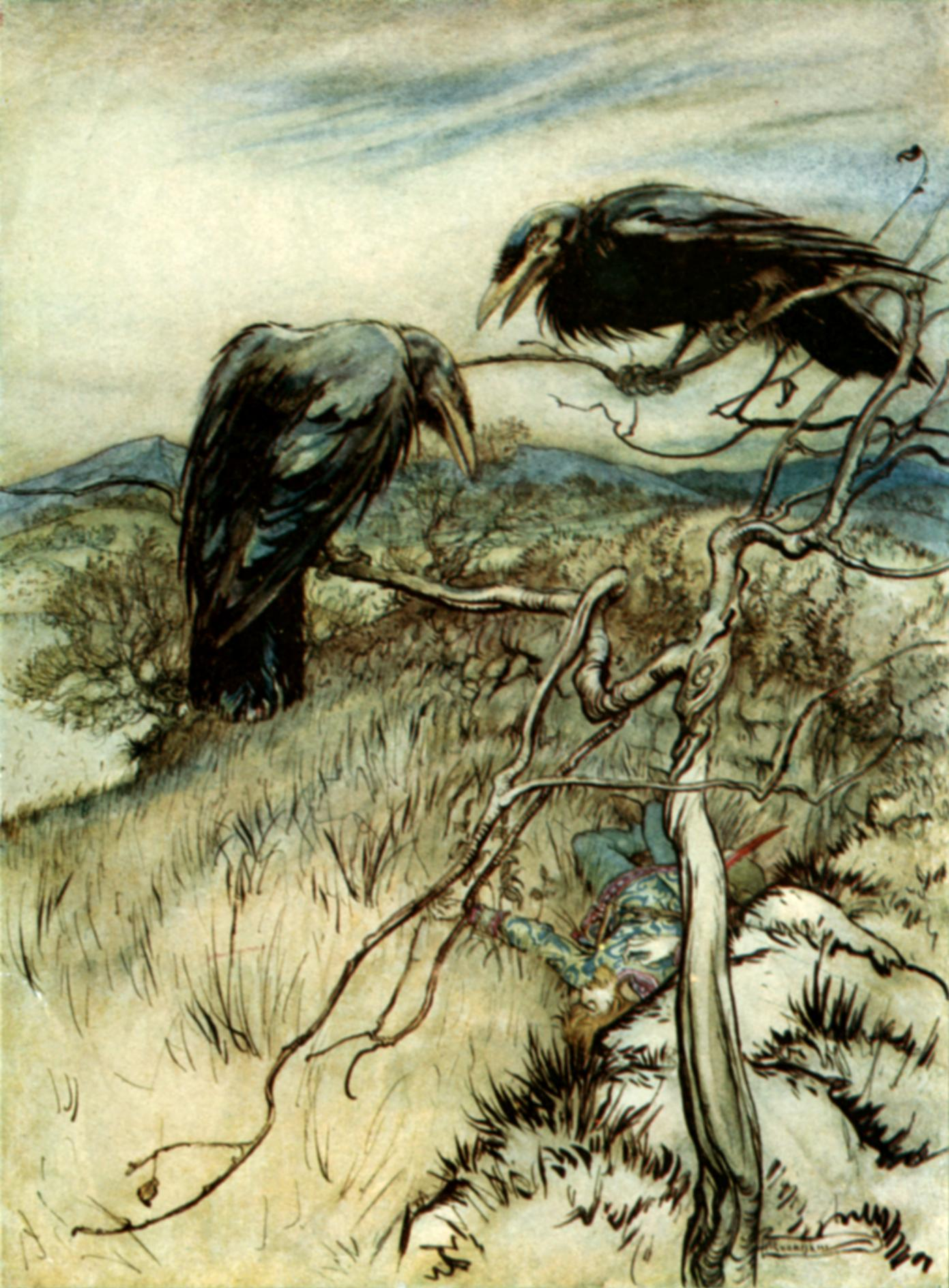
Illustration réalisée par Arthur Rackham.

The Three Ravens (Les Trois Corbeaux) est une ballade populaire d'origine britannique. On la trouve dans Melismata, un recueil imprimé de chansons compilé par Thomas Ravenscroft et publié en 1611 où elle est harmonisée pour quatre voix ; elle pourrait cependant être plus ancienne. Des versions plus récentes, avec d'autres musiques, sont apparues jusqu'à la fin du XIXe siècle. Francis James Child en a enregistré plusieurs versions dans sa collection intitulée Les Ballades de Child (Child Ballads), où elle porte le numéro 26. Il existe aussi une variante qui s'appelle Les Deux Corbeaux, racontant à peu de chose près la même histoire, mais qui se termine sur une note plus funeste et cynique.

## Les Trois Corbeaux
La chanson débute par un échange entre trois corbeaux qui se demandent comment prendre leur petit déjeuner. L'un d'entre eux indique qu'un chevalier nouvellement occis est étendu dans un champ. Mais son cadavre est fidèlement protégé par ses chiens et ses faucons. Puis une biche enceinte, métaphore pour la bien-aimée, survient, embrasse les blessures du chevalier, et emporte son corps pour l'enterrer.
Texte anglais
There were three rauens sat on a tree,
downe a downe, hay downe, hay downe,
There were three rauens sat on a tree,
with a downe,
There were three rauens sat on a tree,
They were as blacke as they might be.
With a downe, derrie, derrie, derrie, downe, downe.
The one of them said to his mate,
Where shall we our breakfast take?
Downe in yonder greene field,
There lies a Knight slain under his shield,
His hounds they lie downe at his feete,
So well they can their Master keepe,
His Hawkes they flie so eagerly,
There's no fowle dare him come nie
Downe there comes a fallow Doe,
As great with yong as she might goe,
She lift up his bloudy head,
And kist his wounds that were so red,
She got him up upon her backe,
And carried him to earthen lake,
She buried him before the prime,
She was dead her self ere euen-song time.
God send euery gentleman,
Such haukes, such hounds, and such a Leman.

## Les Deux Corbeaux

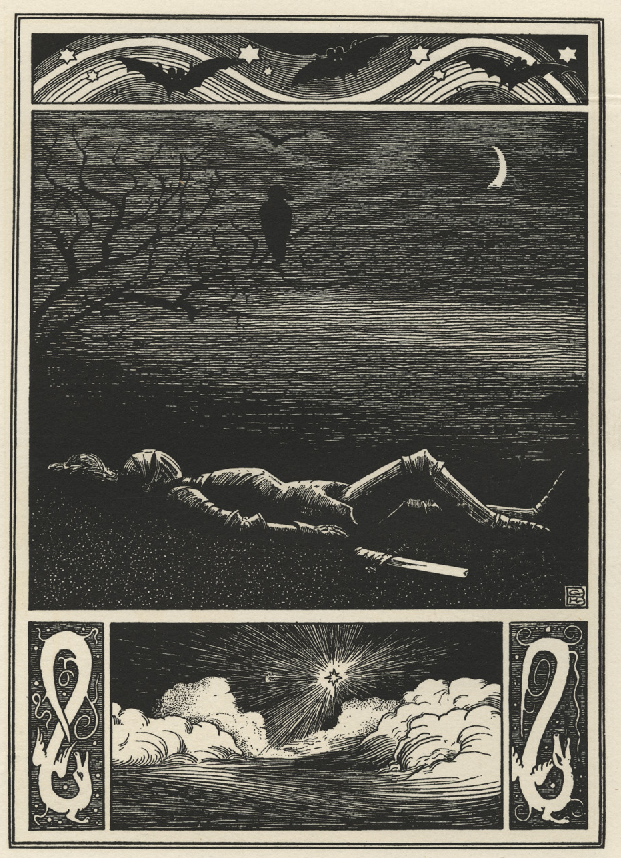
The Twa Corbies, extrait de Penholm, recueil d'illustrations par G. Howell-Baker, 1901

À la différence du chant précédent, "Les Deux Corbeaux" (The Twa Corbies) se termine de la manière opposée. Ici les corbeaux réussissent à faire leur repas parce que personne ne s'occupe du chevalier. Le chien et le faucon ont abandonné leur maître pour partir à la chasse, et la bien-aimée du chevalier (qui est ici décrite explicitement comme telle) a déjà pris un autre amant.
| Une version courante du texte, en anglais d'Écosse As I was walking all alane, I heard twa corbies making a mane The tane unto the t'other say, "Where sall we gang and dine to-day?" "In behint yon auld fail dyke, I wot there lies a new slain knight; And naebody kens that he lies there, But his hawk, his hound, and lady fair. "His hound is to the hunting gane, His hawk to fetch the wild-fowl hame, His lady's ta'en another mate, So we may mak our dinner sweet. "Ye'll sit on his white hause-bane, And I'll pike out his bonny blue een; Wi ae lock o his gowden hair We'll, theek our nest when it grows bare. "Mony a one for him makes mane, But nane sall ken where he is gane; Oer his white banes, when they we bare, The wind sall blaw for evermair." | Traduction du texte Alors que je me baladais tout seul, J'ai ouï deux corbeaux poussant des râles. L'un envers l'autre dit, “Où irons nous dîner aujourd'hui?” “En arrière de ce vieux mur de torchis. Je sais qu'il y a là, nouvellement occis, un chevalier par terre. Et personne ne sait qu'il est allongé là par terre, Sauf son faucon, son chien et sa dulcinée belle. Son chien est parti à la chasse, Son faucon quérir des gibiers à plumes. Sa dame a pris un autre amant, Et donc on peut prendre un repas succulent. Tu te percheras sur les os blancs de son cou, Et je piquerai ses beaux yeux bleus. D'une boucle de ses cheveux de chaume doré, On recouvrira nos nids quand ils seront dénudés.” Plein de monde pour lui geignent, Mais personne ne saura où il est allé. Sur ses os blanc dénudés Le vent soufflera à jamais. |

## Versions enregistrées
La chanson The Three Ravens ou Twa Corbies a été enregistrée par des musiciens parmi lesquels : Alastair McDonald, The Corries, Boiled in Lead, Clam Chowder, Alfred Deller, Ewan MacColl, Malinky, Schelmish, Sonne Hagal, Sol Invictus, Steeleye Span, Omnia, Andreas Scholl, The Duplets, A Chorus of Two, John Fleagle, Heather Alexander, Peter, Paul and Mary, Asonance (version en tchèque), Djazia Satour.

## Popularité
Le thème de cette chanson a été très répandu : le musicologue Bertrand Bronson en a identifié 21 variantes textuelles et mélodiques traditionnelles dans le monde anglophone.
Le thème de The Three Ravens apparait dans la bande musicale du Tigre du Bengale (Fritz Lang - 1959), il est qualifié de chanson irlandaise[réf. nécessaire].

## Sources externes
- Three ravens sur Wikisource en langue anglaise
- Variantes textuelles des deux chansons collectées par Francis James Child[4]